# Alojz Vesenjak
Alojz Vesenjak, slovenski agronom in politik, * 1941, Placerovci.
Kot poslanec SLS+SKD je bil član 2. državnega zbora Republike Slovenije. Je oče odvetnika Slavka Vesenjaka.